# ريتشارد دبليو. مايو
ريتشارد دبليو. مايو (بالإنجليزية: Richard Mayo)‏ هو متسابق خماسي حديث أمريكي، ولد في 12 يونيو 1902 في بوسطن في الولايات المتحدة، وتوفي في 10 نوفمبر 1996 في بوكا راتون في الولايات المتحدة.

## وصلات خارجية
- ريتشارد دبليو. مايو على موقع أوليمبيديا (الإنجليزية)